# Ronald Weigel
Ronald Weigel, född 8 augusti 1959 i Hildburghausen är en före detta östtysk/tysk friidrottare (gångare).
Weigel tävlade huvudsakligen på den längre gångdistansen 50 kilometer och vann 1983 guld vid det första världsmästerskapet i Helsingfors. Han följde upp segern med en silvermedalj vid VM i Rom 1987. Weigel deltog vid två olympiska spel, 1988 och 1992, och vann 1988 silvermedaljer på både 20 och 50 kilometer. Dessutom vann han brons 1992 på 50 kilometer. Efter VM 1995 valde han att avsluta sin karriär och arbetade efter karriären som tränare både för Australiens landslag och senare för Tyskland.